# Peugeot 3008 DKR
La Peugeot 3008 DKR è un'autovettura da competizione prodotta dalla casa automobilistica francese Peugeot dal 2017 per competere nella Coppa del mondo rally raid, vincendo il Rally Dakar nel 2017 e nel 2018.

## Sviluppo

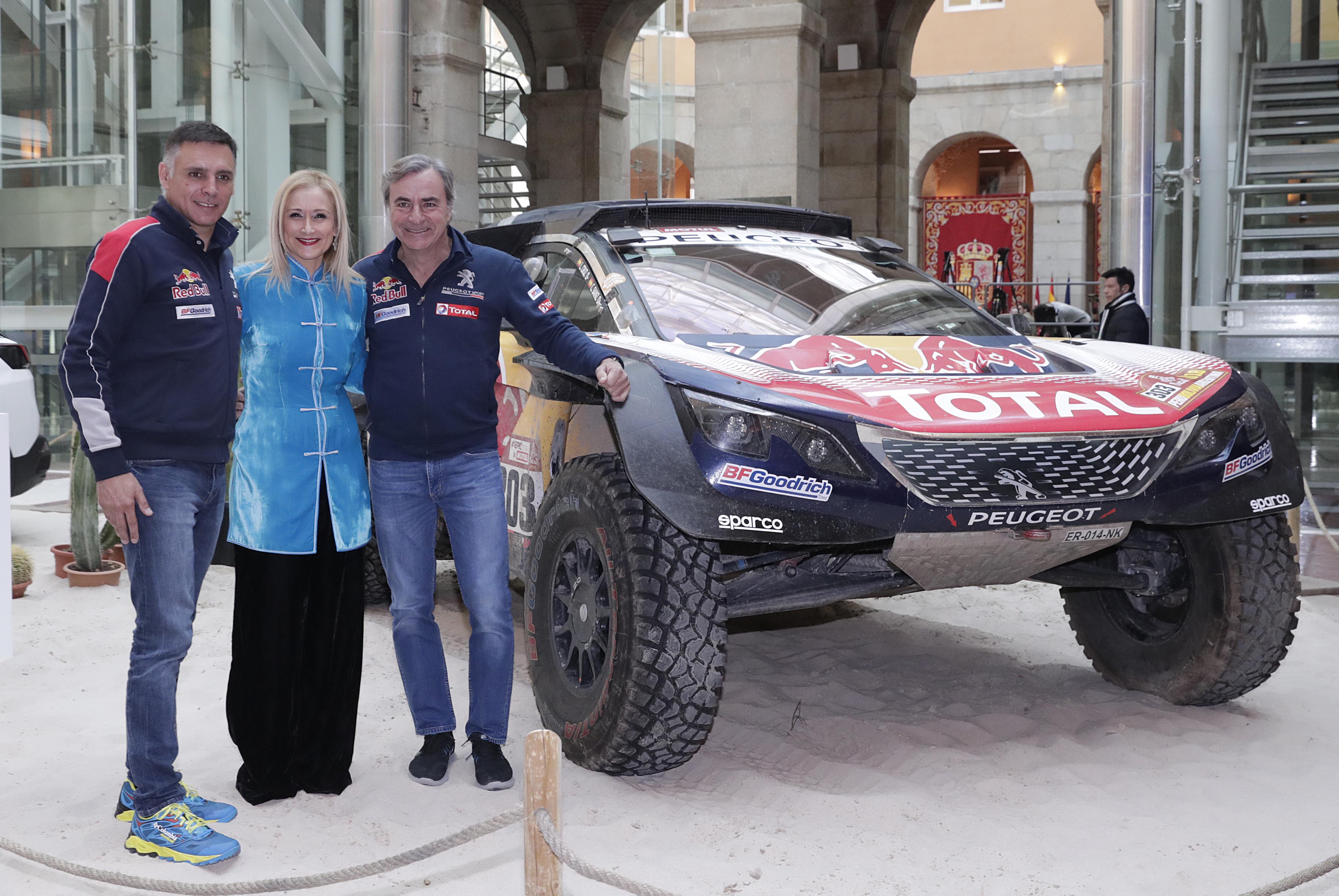
Carlos Sainz e Lucas Cruz con alle spalle la 3008 DKR

La vettura è stata progettata in modo conforme alla normativa tecnica FIA Coppa del Mondo Cross Country Rally Gruppo T1 classe 4, che comprende i cosiddetti "fuoristrada prototipi", a due ruote motrici spinti da un motore Diesel e privi di correlazione con la produzione di serie, con telaio, componenti meccanici e carrozzeria costruiti appositamente per questo tipo di corse. Della Peugeot 3008 stradale riprende solo in parte il nome e qualche vago elemento stilistico per scopi di marketing, ma tecnicamente non deriva da quest'ultima.
Rispetto alla 2008 DKR da cui deriva, la 3008 è stata realizzata con un budget inferiore rispetto alle iniziale previsione della casa francese.
La versione definitiva della 3008 DKR è stata presentata a settembre 2016 in evento a Parigi. Esteticamente cambia la livrea che è costituita dai loghi e colori dei tre principali sponsor del team (Red Bull, Total e BF Goodrich).

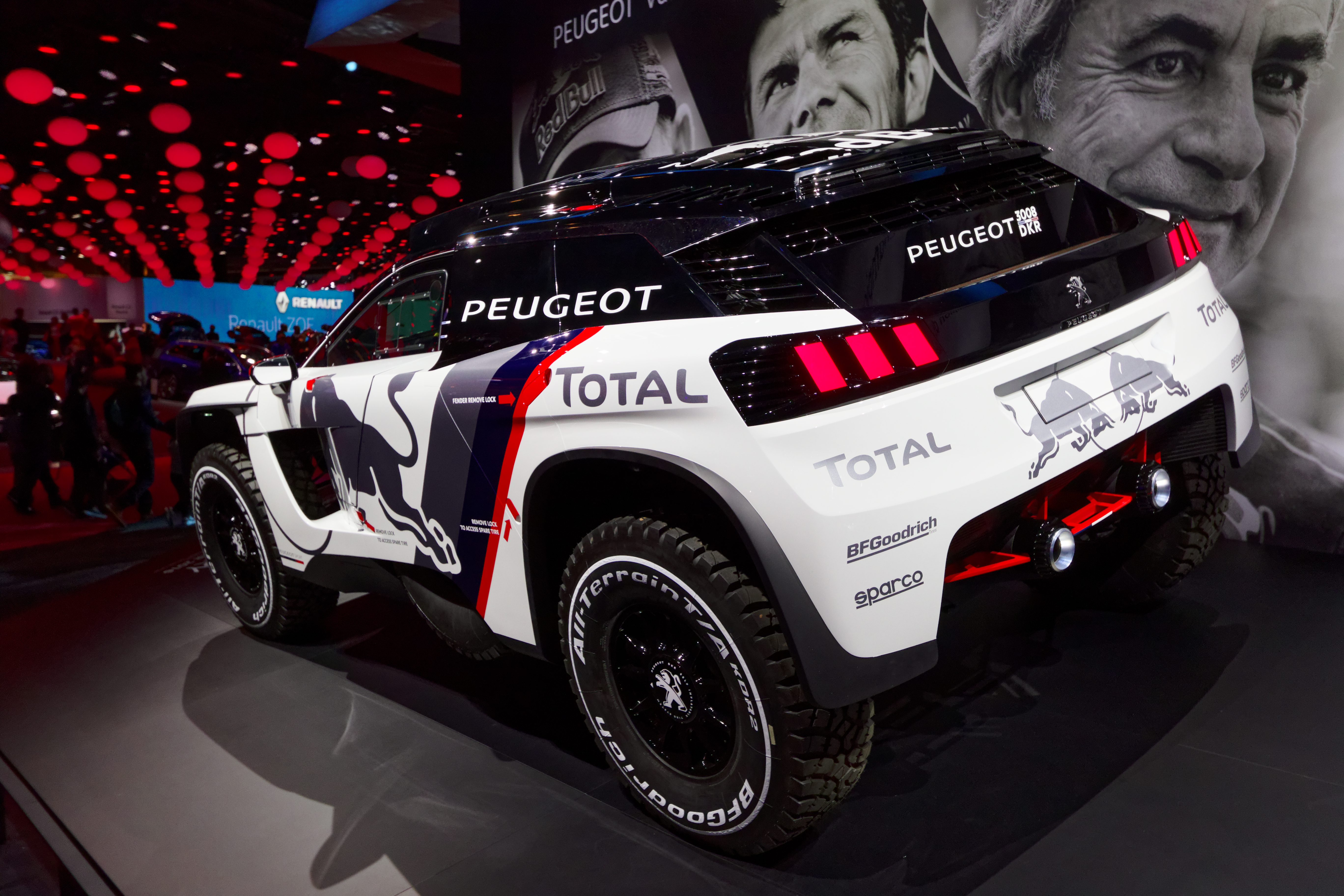
Vista posteriore

## Tecnica
La 3008 è dotata della stessa unità della 2008 DKR, ossia un motore V6 bi-turbodiesel di 3 litri di cilindrata, ma dalla potenza ridotta di circa 20 CV, che scende a 340 CV con 800 Nm di coppia motrice. La riduzione di potenza è stata causata dai nuovi regolamenti in vigore dalla stagione 2017, che obbligano le vetture ad essere dotate di una flangia al motore che passa dai 39 mm della 2008 ai 38 mm della 3008 DKR. Gli pneumatici sono dei BF Goodrich rispetto ai Michelin della 2008 DKR. Inoltre la 3008 DKR dispone della sola trazione posteriore, in quanto la Peugeot ha optato per la classe T1.4 del regolamento FIA (fuoristrada prototipi due ruote motrici), che a fronte di una minore trazione rispetto alle 4X4 consente però di avere un peso ridotto, la possibilità di montare pneumatici di diametro maggiore e sospensioni con un'escursione superiore.
Il telaio è in acciaio a tralicci di tubi. La carrozzeria in fibra di carbonio è stata rivista, in special modo all'anteriore dove sono presenti nuove geometrie delle sospensioni, che permettono di ottenere una maggiore penetrazione aerodinamica e una velocità di punta superiore nelle sezioni più veloci del rally. Per incrementare l'efficienza, le sospensioni posteriori sono state montate in blocco alla scatola del cambio, in modo simile a quanto avviene nelle monoposto di Formula 1. Varie modifiche sono state fatte anche agli ammortizzatori, per assorbire meglio le asperità del terreno sabbioso tipico della Dakar. Poi per la prima volta viene montato un climatizzatore per l'abitacolo.

## 3008 DKR Maxi
Per la stagione 2018, sono state apportate alcune significative modifiche alla vettura, cambiando la denominazione in 3008 DKR Maxi. Esternamente la vettura è stata allarga di 200 mm per poter montare delle nuove sospensioni che incrementano la stabilità e migliorare la dinamica di guida.
La vettura ha debuttato nel luglio 2017 al Silk Way Rally con alla guida Sebastian Loeb.

## Attività sportiva
Per la partecipazione al raid della stagione 2017 e 2018, sono stati ingaggiati i piloti francesi Cyril Despres, Sébastien Loeb, Stéphane Peterhansel e lo spagnolo Carlos Sainz. La vettura ha vinto entrambe le edizioni.

## Palmarès
2017
- nel Rally Dakar con Stéphane Peterhansel

2018
- nel Rally Dakar con Carlos Sainz